# Takayuki Takayasu
Takayuki Takayasu (高安 孝幸 Takayasu Takayuki?, nacido el 25 de septiembre de 2001 en Okinawa) es un futbolista japonés que juega como defensa.
En 2019, Takayasu se unió al Zweigen Kanazawa de la J2 League.

## Trayectoria

### Clubes
| Club             | País  | Año    |
| ---------------- | ----- | ------ |
| Zweigen Kanazawa | Japón | 2019 - |

## Estadística de carrera

### J. League
| Club             | Año   | J. League | J. League | Copa J. League | Copa J. League | Total | Total |
| Club             | Año   | Part.     | Goles     | Part.          | Goles          | Part. | Goles |
| ---------------- | ----- | --------- | --------- | -------------- | -------------- | ----- | ----- |
| Zweigen Kanazawa | 2019  | 1         | 0         | -              | -              | 1     | 0     |
| Total            | Total | 1         | 0         | 0              | 0              | 1     | 0     |